# Alex Leapai
Elise "Alex" Leapai (ur. 16 października 1979 w Laulii) – australijski bokser pochodzenia samoańskiego, były pretendent do tytułu mistrza świata wagi ciężkiej.

## Życiorys
Urodził się w Samoa, ale jego rodzice wyemigrowali do Nowej Zelandii, a następnie osiedlili się na stałe w Australii. Początkowo trenował rugby, grał nawet w australijskiej lidze NRL.
W 2004 roku porzucił rugby i postanowił skupić się na boksie. Jego bokserskim idolem jest David Tua.
Pierwszą zawodową walkę stoczył 30 lipca 2004 roku, remisując z Markiem de Morim.
23 listopada 2013 roku w niemieckim Bambergu walczył o prawo walki o tytuł mistrza świata organizacji WBO z faworyzowanym Denisem Bojcowem (33-0, 28 KO). Sensacyjnie wygrał ten pojedynek na punkty i został wyznaczony do walki o pas czempiona.
26 kwietnia 2014 roku w Oberhausen stanął do walki o tytuły mistrza świata organizacji WBA, IBF i WBO z Władimirem Kliczko (61-3, 51 KO). Przegrał przez techniczny nokaut w piątej rundzie.